# تایروکر

شرکت سلامتی تایروکر

تایروکر (انگلیسی: Thyrocare) شرکت مراقبت سلامت هندی است، که در سال ۱۹۹۶ تأسیس شد.